# James Vanderbilt
James P. Vanderbilt (november 1975) is een Amerikaanse scenarioschrijver, filmregisseur en producent. Hij is een lid van de ooit zeer rijke en nog steeds prominente familie Vanderbilt uit New York.

## Biografie
James Platten Vanderbilt werd geboren als zoon van Alfred Gwynne Vanderbilt III en Alison Campbell. Hij groeide op in Norwalk en studeerde in 1998 af aan de USC School of Cinematic Arts te Los Angeles. Na zijn studie startte Vanderbilt zijn carrière als professioneel scenarioschrijver, waarna hij in 2003 doorbrak. In hetzelfde jaar debuteerde hij als filmproducent met de film Basic. In 2005 trad Vanderbilt in het huwelijk met Amber Freeman. Twee jaar later werd hij voor zijn film Zodiac genomineerd voor Best Aangepaste Scenario door de Chicago Film Critics Association, de Satellite Awards en de Writers Guild of America Award. In oktober 2008 werd Vanderbilt ingehuurd om het script te schrijven voor Spiderman 4. Nadat deze vervolgfilm in 2010 gecanceld werd, schreef hij het script van The Amazing Spider-Man.

## Filmografie

### Als scenarioschrijver
- Darkness Falls (2003)
- Basic (2003)
- The Rundown (2003)
- Zodiac (2007)
- The Losers (2009)
- X-Men Origins: Wolverine (2009)
- The Amazing Spider-Man (2012)
- White House Down (2013)
- The Amazing Spider-Man 2 (2014)
- Truth (2015)
- Independence Day: Resurgence (2016)
- Murder Mystery (2019)
- Scream (2022)
- Scream VI (2023)

### Als regisseur
- Truth (2015)